# Schwerer Panzerspähwagen

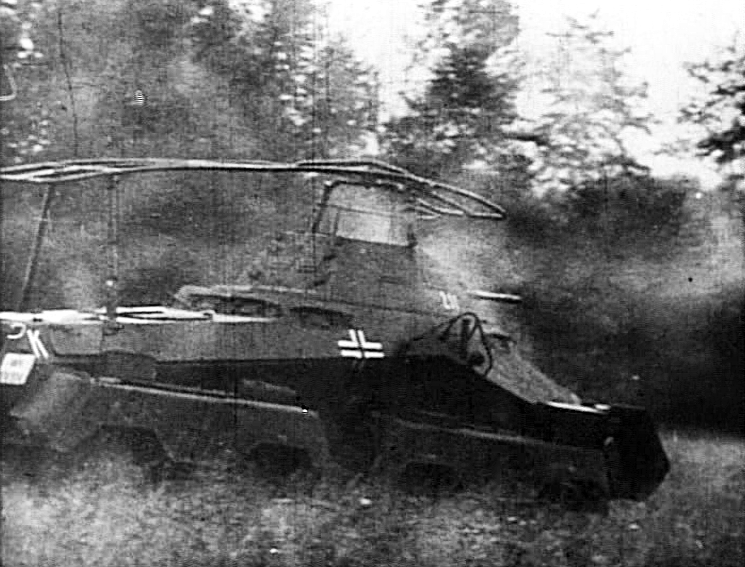
SdKfz. 232 ve Francii

Označení Schwerer Panzerspähwagen (těžké obrněné průzkumné vozidlo) zahrnuje šesti a osmikolá obrněná vozidla Třetí říše, používaná během druhé světové války.
V německé armádě měly obrněné vozy důležitou průzkumnou roli: byly vysílány před tankové jednotky a zjišťovaly údaje o nepříteli.

## Šestikolé
Všechny 6kolé verze se vyráběly mezi lety 1932 až 1937. Označení SdKfz znamená Sonderkraftfahrzeug (vozidlo pro speciální účely).

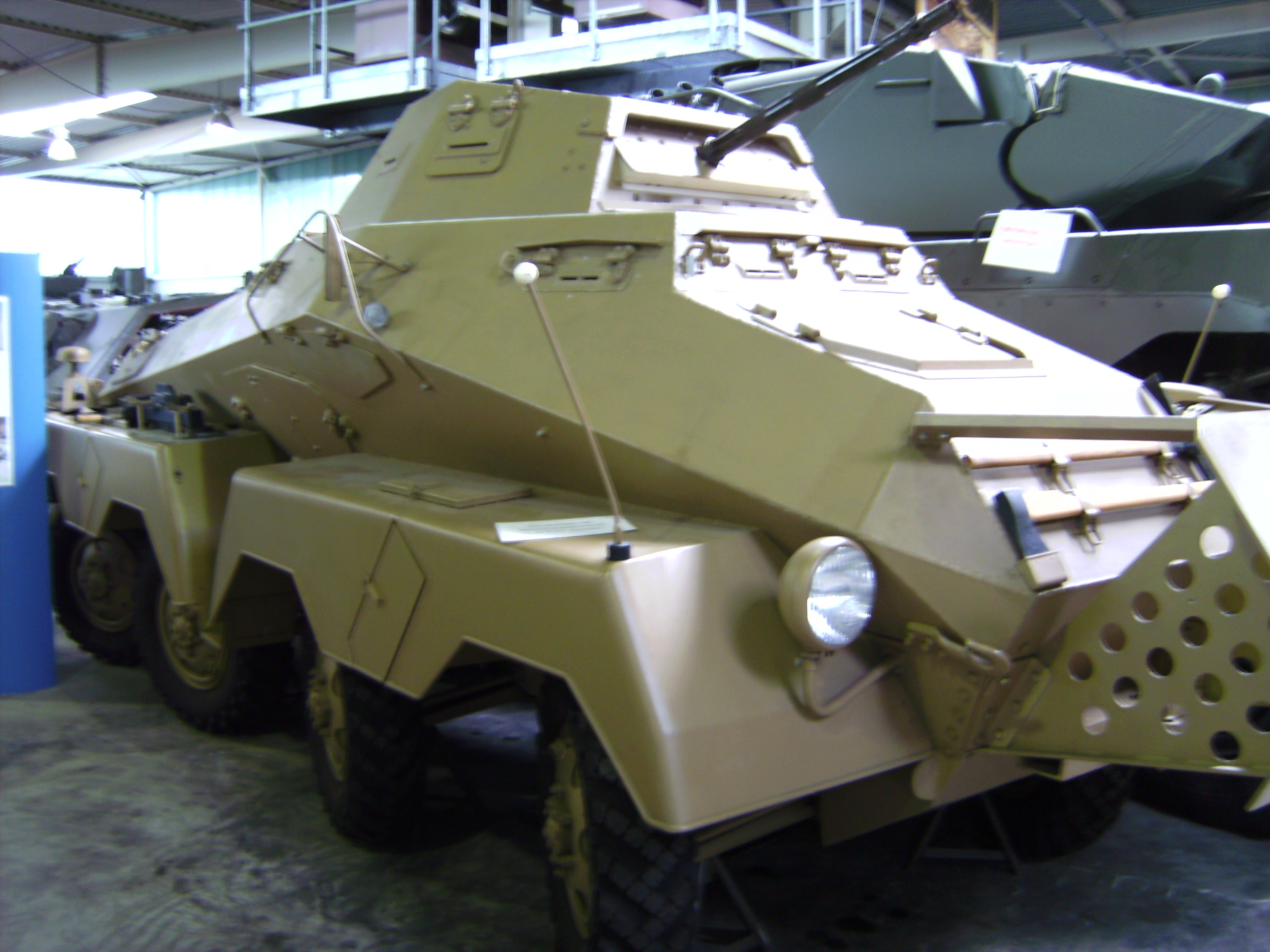
SdKfz. 232

### SdKfz. 231
Základem prvního z německých obrněných vozidel byl podvozek 6x4 z nákladního vozu. SdKfz 231 byl vyzbrojen kanonem 2 cm KwK 30 L/55 a kulometem Maschinengewehr 13. Vzadu měl druhého řidiče a tak mohl relativně snadno jet jak dopředu, tak nazpátek. Do služby nastoupil roku 1932 a od roku 1937 je německá armáda nahrazovala osmikolými. I když byly nahrazovány, ještě se používaly v průzkumných jednotkách během invaze do Polska a v bitvě o Francii, poté byly staženy a zařazeny jako cvičné. Posádka se skládala z velitele, střelce, řidiče a obsluhy rádia (zadní řidič).

### SdKfz. 232
Tato verze byla vybavena komunikační soupravou Fu. Ger.11 SE 100 středního dosahu, skládající se z přijímače Torn Eb (96.6 - 7095 kHz) a vysílače 100 WS (výkon 100 W, kmitočtový rozsah 200-1200 kHz) a z radiostanice Fu.Spr.Ger.„a“ (24,11-25,01 MHz, 1,2 W, AM) krátkého dosahu. Tento typ byl rozpoznatelný díky rámové anténě přes celou korbu vozidla.

### SdKfz. 263
Radiový vůz „Funkspähwagen“ byl opatřen zvláštní radiovýbavou a další obsluhou. Kvůli zvláštní výbavě byla věž pevná a nemohla se otáčet.

## Osmikolé

### SdKfz. 232
Vozidlo SdKfz. 232 (8kolé) bylo vyráběno od r. 1938.
Výroba osmikolých SdKfz. 232 byla zastavena roku 1943 a nahrazena vozy SdKfz. 234/2 „Puma“. SdKfz 232 ze služby staženy nebyly; mnoho starých vozů bylo vybaveno zvláštním radiovým vybavením, kdy dostaly novější anténu místo té co vypadla jako „kostra postele“. Tyto vozy jsou obvykle uváděny jako SdKfz. 232 (Fu) (8-rad) (Fu; Funkapparat; radio, Rad;kolo). Vyzbrojeny byly kanónem 2 cm KwK 30 L/55, který měl počáteční rychlost střely 899 m/s; vozy 232 také nesly kulomet MG 34.

### SdKfz. 233 „Stummel“
Šlo o přestavěné vozy 232, kterým byl přidán kanón 7.5 cm KwK 37 L/24 a otevřená nástavba. V továrně Büssing-NAG jich bylo mezi prosincem 1942 a říjnem 1943 vyrobeno 109. Dalších 10 bylo přestavěno v říjnu 1942 z podvozků 231/232. Tyto varianty začaly vstupovat do služby během roku 1942 a sloužily až do konce války. Četa šesti vozů podporovala průzkumný prapor.

### SdKfz. 263
Osmikolá verze s pevnou nástavbou a jedním kulometem MG 34, ráže 7,92 mm. Šlo o zvláštní radiový vůz s anténou jako kostra postele. Založen byl na sériích SdKfz. 232/3.

### SdKfz. 234

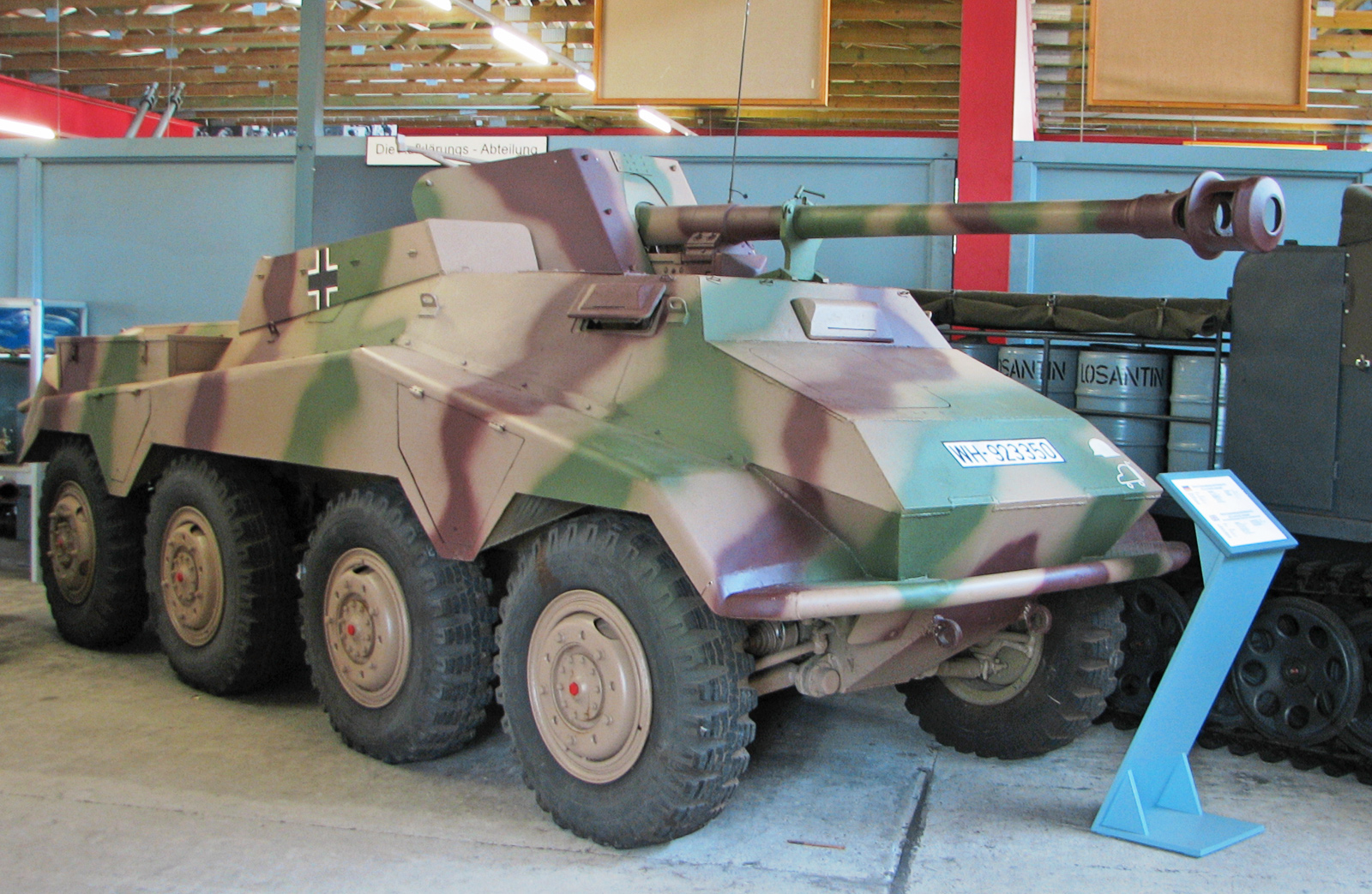
SdKfz. 234/4

Všechny tyto osmikolé verze SdKfz. byly podobné velikosti a objevily se po sériích SdKfz. 232/3, které nahradily. Nejviditelnější rozdíl byl blatník z jednoho kusu ve srovnání s blatníky ze dvou kusů na sériích 232/3.

#### SdKfz. 234/1
SdKfz. 234/1 byl vybaven kanónem 2 cm KwK 38 L/55 a spřaženým kulometem MG 34 ráže 7,92 mm v otočné, šestiboké otevřené věži (proti granátům byla věž chráněna sítí).

#### SdKfz. 234/2 „Puma“
Tato verze byla vyzbrojena kanónem 5 cm KwK 39/1 L/60. Její hmotnost byla okolo 12 t, ale dosahovala rychlosti až 85 km/h. Byl to jeden z nejlepších obrněných vozů, který byl k mání; s jeho kanónem, dost silným na obrněné vozidlo, se mohl utkat s některými lehkými tanky a pěchotou.

#### SdKfz. 234/3 „Stummel“
Tato verze, jako SdKfz. 233, přepravovala 7.5 cm KwK 37 L/24 kanón v otevřené a vyvýšené nástavbě.

#### SdKfz. 234/4
Další varianta z osmikolých, ale s protitankovým kanónem 7,5 cm PaK 40 L/48.